# Вићентије Ракић
Вићентије Ракић (Земун, 29. април 1750 — Фенек, 29 март 1818) био је српски књижевник и свештеник.

## Биографија
Ракићу је крштено име било Василије, а родио се у Земуну, 6. септембра 1750., у сиромашној породици. У родном граду је похађао српско-грчку основну школу отворену уз Св. Николајевску цркву; ту се описменио и научио грчки језик уз помоћ учитеља Михајла Крстића. Са 19 година живота 1769. године постао је калфа и пешице отишао у Темишвар где је ступио у трговачку радњу „Код седам Шваба” власника Грка, Тодора Панајота. Ту се ускоро, 2. маја 1770. године оженио и скућио. Али није му се свиђао живот у Темишвару а познаници су га позивали да дође у Трст. Као млад трговац бавио се од јесени 1770. године у Трсту, где је три године служио код велетрговца Јова Куртовића. Тада је добро научио поред претходно румунског, и италијански језик. Вратио се 1773. године у Земун и са нешто уштеђеног новца кренуо трговачку радњу са једним ортаком. Будући неуспешан у трговини напустио је посао и населио се са женом и децом у Бежанији где је радио земљу. Када је 1776. године супруга добила "очинство" са њеним малим иметком и наговором је опет у Земуну кренуо трговину. Ни тада није било среће; у пожару изгорела је радња и сва његова имовина. Почетком 1785. године умире му након кћерки и жена, а он остаје у веома тешком положају. Решио је да деветогодишњег сина Косту повери родбини, а сам се закулуђери на Фрушкој гори.
Када је остао удовац, отишао је августа 1785. године у манастир Фенек, где га је 9. априла 1786. године закалуђерио игуман Софроније Стефановић, наденувши му име Вићентије. Зађаконио га је у Карловцима 28. јуна 1786. године пакрачки владика Ћирило Живковић, а 5. јула, те исте године, запопио га Стеван Стратимировић, који је тада био будимски владика. Калуђер Ракић је био узоран по свему, постио је, молио се Богу и доста времена бавио у својој ћелији читајући књиге, а у храму ревносно проповедао. Није блистао огњеном речитошћу али је реч Божију казивао просто и јасно. И управо због смерности стекао је велеке непријатеље међу завидном браћом монасима. Није се свидео ни игуману Софронију Стефановић, који га је прогонио. Ракић је по својој природи био озбиљан, смирен, суморан лик сувише повучен у себе и као такав несимпатичан. Игуман му је чак забранио да даље проповеда у цркви. Аустријске војне власти су га узеле крајем 1788. године за војног капелана. Као аустријски пуковски свештеник Ракић је неко време био и у Шапцу, и ту је написао Живот Алексија човека Божијега. Када је 1791. године рат завршен вратио се он у Фенек. Његов заштитник и поштовалац био је српски митрополит Стефан Стратимировић. Митрополит пријатељ је дао Ракићу да буде у манастиру прво пареклесијарх, а потом у Земуну, парох и намесник.
По смрти игумана Софронија, 1796. године постао је Ракић игуман манастиру Фенеку, а доцније, због калуђерских сплетака, био је понижен за проигумана. На захтев тршћанских трговаца био је уступљен њима за пароха. Од 1799. до 1810. године, Ракић је био у Трсту као свештеник при цркви Светога Спиридона. У Трсту је Вићентије Ракић нашао оно што му је било потребно. Миран живот, поштовање, угодан положај и добру зараду. У Трсту је било у то време много богатих српских и грчких фамилија, у којима су му врата у свако доба била отворена. Ту је остао пуних једанаест година, а ту се упознао и са Доситејем Обрадовићем, који борави тамо између 1802-1806. године. Уз хришћанско дело и добар живот посветио се црквеној књижевности.
Борави он затим од јесени 1810. године у устаничкој Србији, на позив Доситејев. У новооснованој београдској богословији Ракић је први управитељ и где предаје све до пропасти устанка 1813. године. Затим се враћа у свој манастир Фенек, где ће остати проигуман до смрти 29. марта 1818. године. Сахрањен је у манастиру, у припрати са леве стране.
Вићентије Ракић је био самоук и сам је научио грчки, руски и италијански. Ин се почео бавити књигом још док је био у Шапцу и стао преводити на српски побожне легенде. Он је у доста течне стихове и на народном језику опевао животе хришћанских светаца, и оставио за собом цео један низ побожних спевова. Од спевова те врсте најпознатији су: ПѣснЬ историческая ω житiи святогω и праведнагω Алекξiя Человѣка Божïя (Будим, 1798) и Жéртва Авраáмова (Будим, 1799). Те популарне хришћанске легенде, опеване често у осталим хришћанским књижевностима, Ракић је превео у простим и разумљивим и течним народним стиховима, каткад са извесном топлином, и оба спева имали су много успеха код шире публике. Спев о Алексију имао је у току 19. века неколико издања, а Жертва Авраáмова, прерада једног грчког спева, шампана је неколико пута, једном и латиницом, и прештампавана је још 1884. године. Спев о Алексију важи за једино књижевно дело XVIII века написано у Србији.

## Хришћански књижевник и версификатор
Ракић је поред тога написао још један цео низ разних књига: једну историју манастира Фенека, историју царског града Јерусалима, која је доживела два издања, црквене проповеди, један спев о победи црногорској над Турцима, један италијанско - српски речник.
Вићентије Ракић, побожан хришћански песник и версификатор старих хришћанских романтичних легенди, стоји у пуној супротности са нехришћанским рационалистичким добом у којем је живео и ван општега духовног покрета који се на крају XVIII века оцртавао у српском друштву. Духовно усамљен, али у простом народу много и радо читан, он наставља прекинуту црквену традицију у српској књижевности. То је један од ретких побожних популарних песника какве су у великом броју имале католичке књижевности. Иначе, то је један од најчитанијих српских писаца у почетку XIX века.

## Дела
- Бекавица или поврстница на Мали буквар за велику децу, у рукопису, 1795.
- Правило молебноје ко пресветој Богородици, и преподњој Параскеви српској, у Будиму, 1798.
- Камен соблазни, превод, 1798.
- Историја манастира Фенека, писана у Тријесту 1798, а штампана у Будиму, 1799.
- Цвет дободетељи, превод са грчког, од Томаза Гацодинија, 1800.
- Последованије свјатога великомученика чудотворца и мироточца Јоана Владимира, царја србскога, Венеција 1802.
- Правило Св Спиридона, у Венецији, 1802.
- Житије светого великомученика Јевстатија Плакиде, и светаго Спиридона чудотворца, у стиховима, у Будиму, 1803.
- Житије прекраснога Јосифа, у стиховима, у Венецњи, 1804.
- Историја о разорењу Јерусалима и о взјатији Константинопоља, у Венецији, 1804.
- Љествица имуштаја педесет степнеј, у Венецији, 1805.
- Чудеси пресветија Богородици, с грчког, писано у Трсту, штампано у Венецији, 1808.
- Проповеди по всја недели и празници Господнија, Венеција 1808.
- Беседников илирическо-италијански, у Млецима, 1810, заједно са Павлом Соларићем
- Краткаја беседа против злоупотребленији дувана, 1810.
- Житије Стевана Првовенчаног, у стиховима, написано у Шапцу 1791, а штампано у Будиму, 1813.
- Песан историјски о житију Алексија человека Божији, у стиховима, у Београду, 1835.